# Zachow (Groß Nemerow)
Zachow ist ein Ortsteil der Gemeinde Groß Nemerow des Amtes Stargarder Land im Landkreis Mecklenburgische Seenplatte in Mecklenburg-Vorpommern.

## Geografie
Der Ort liegt drei Kilometer südlich von Groß Nemerow. Zur Gemarkung Zachow zählt eine Fläche von 547 Hektar. Die Nachbarorte sind Groß Nemerow im Norden, Ballwitz im Nordosten, Forsthof im Osten, Tiedtshof, Hasenhof und Blankensee im Südosten, Wanzka im Süden, Neuhof und Försterei Zachow im Südwesten, Usadel im Westen sowie Nonnenmühle und Krickow im Nordwesten.

## Bauwerke

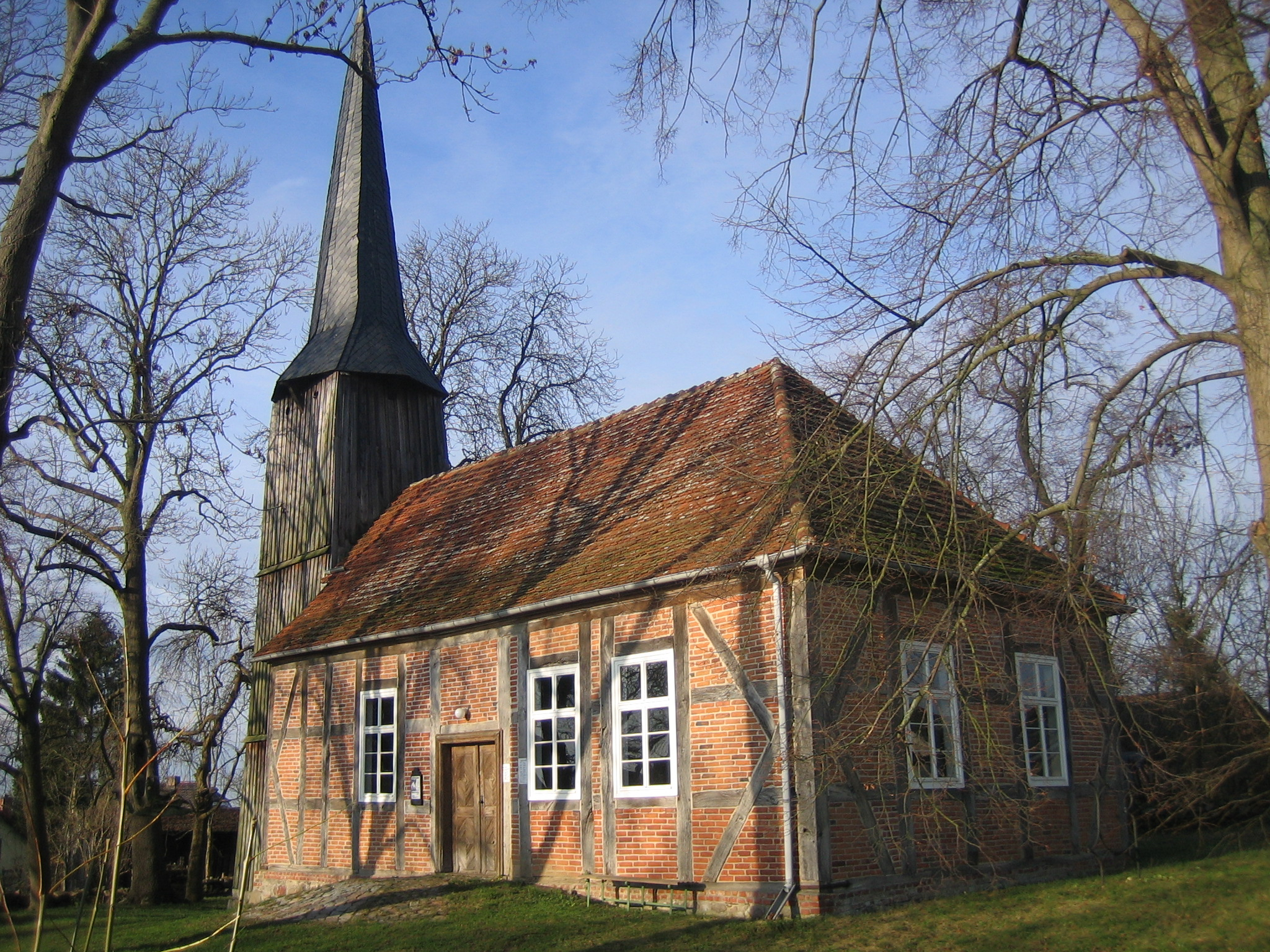
Dorfkirche Zachow

In der Liste der Baudenkmale in Groß Nemerow sind zu Zachow insgesamt fünf Einträge vorhanden, darunter die Dorfkirche Zachow.